# Calycina nigriceps
Calycina nigriceps es una especie de coleóptero de la familia Mordellidae.

## Distribución geográfica
Habita en la Península de Malaca.